# Alberto Ventura
Alberto Ventura (Roma, 26 settembre 1953 – Cosenza, 9 agosto 2022) è stato un islamista e orientalista italiano.

## Biografia
Laureatosi nel 1977 in "Lingua e letteratura araba" presso la Facoltà di Lettere e Filosofia della Sapienza - Università di Roma, lavorò presso l'Istituto per l'Oriente di Roma fino al 1984, quando divenne ricercatore presso l'Istituto di Studi Africani e Orientali della Facoltà di Scienze politiche dell'Università degli Studi di Cagliari, ricoprendovi poi  l'incarico di professore associato. Dal 1995 fu titolare della cattedra di "Islamistica" presso la Facoltà di Lettere e Filosofia dell'Università degli Studi di Napoli "L'Orientale". Dal 2002 al 2007 fu direttore del Dipartimento di Studi Asiatici della stessa Università.
Dal 2007 fu titolare della cattedra di "Storia dei Paesi islamici" presso l'Università della Calabria. Fu inoltre fondatore e direttore di Occhialì - Laboratorio sul Mediterraneo islamico (Archiviato il 20 novembre 2016 in Internet Archive.) attivo presso la stessa università, la cui attività è cessata nel 2021 e del quale sopravvive la rivista Occhialì – Rivista sul Mediterraneo islamico. Fu membro della Commissione Nazionale Italiana dell'UNESCO e del Consiglio Scientifico dell'Istituto Italiano per l'Africa e l'Oriente (IsIAO) di Roma, oltre a dirigere la collana Islamica della casa editrice Arnoldo Mondadori Editore di Milano.

## Opere

### Saggi
- L'esoterismo islamico : principi dottrinali, Roma, Atanor, 1981
- (con Claudio Lo Jacono e Giacomo E. Carretto), Maometto in Europa, Milano, Mondadori, 1982
- Profezia e santità secondo Shaykh Ahmad Sirhindi, Cagliari, Istituto di Studi Africani e Orientali, 1990
- Al-Fatiha, l'Aprente: la prima sura del Corano, Genova, Marietti, 1991
- (con Khaled Fouad Allam e Claudio Lo Jacono) Islam, Roma-Bari, Laterza, 1999
- Il Crocifisso dell'Islam, a cura di Gabriella Caramore, Brescia, Morcelliana 2000
- Sapienza sufi. Dottrine e simboli dell'esoterismo islamico, Roma, Edizioni Mediterranee, 2016
- L'esoterismo islamico, Milano, Adelphi, 2017
- Lo Yoga dell'Islam, Roma, Edizioni Mediterranee 2019

### Curatele
- Nuruddin 'Abdurrahman Gami,  La perla magnifica (ad-Durrat al-Fahirah),  IUO, Napoli, 1981
- al-Ḥallaj, Dīwān, Genova, Marietti, 1987
- al- Ḥallāǧ, Il Cristo dell'Islam. Scritti mistici, Milano, Mondadori, 2007
- Il Corano, trad. di Ida Zilio-Grandi, Milano, Mondadori 2010
- Vite e detti di Maometto, Milano, Mondadori, 2014